# جيمس مكمولين
جيمس مكمولين (بالإنجليزية: James McMullen)‏ هو مجدف أمريكي، ولد في 12 يونيو 1939 في بوفالو في الولايات المتحدة.

## وصلات خارجية
- جيمس مكمولين على موقع الاتحاد الدولي للتجديف (الإنجليزية)
- جيمس مكمولين على موقع أوليمبيديا (الإنجليزية)